# Cyrtopholis major
Cyrtopholis major là một loài nhện trong họ Theraphosidae.
Loài này thuộc chi Cyrtopholis. Cyrtopholis major được Pelegrin Franganillo-Balboa miêu tả năm 1926.